# Carstian Luyckx

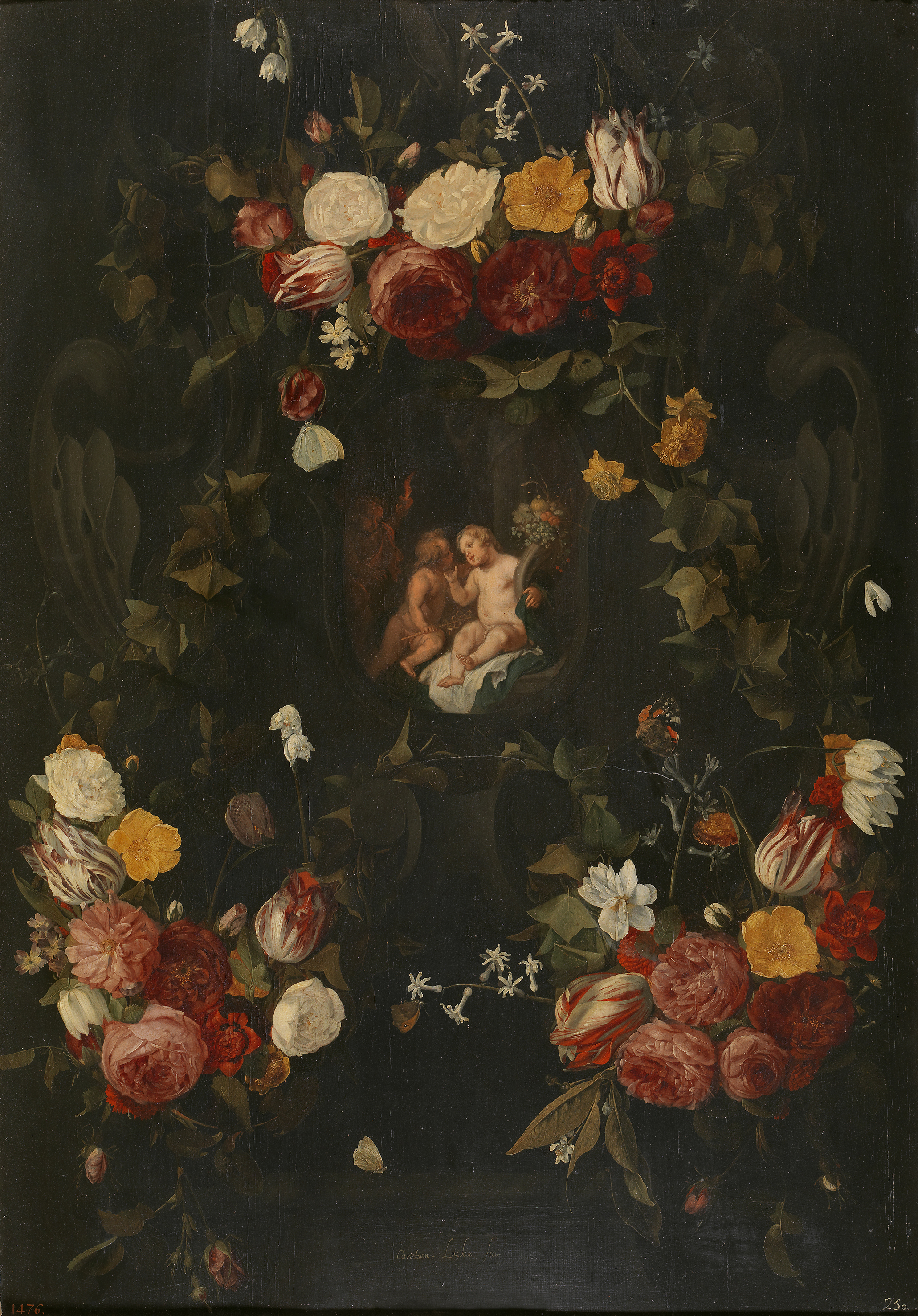
Guirnalda con tres amores, óleo sobre tabla, 102 x 72 cm, Madrid, Museo del Prado.

Carstian Luyckx o Christiaan Luycks (Amberes, 1623-después de 1658), fue un pintor barroco flamenco, especializado en la pintura de bodegón en sus diversas manifestaciones, incluidas las guirnaldas de flores al modo de Daniel Seghers y las vanitas.

## Biografía
Bautizado en Amberes el 17 de agosto de 1623, se formó primero con Philips de Marlier para pasar luego al taller de Frans Francken III. Fue admitido como maestro en el gremio de San Lucas de Amberes en el periodo 1644-1645, documentándosele allí hasta 1658. Como ocurre con cierta frecuencia en el modelo de producción flamenco de obras de arte, colaboró en alguna ocasión con otros maestros, como demuestra el bodegón de cocina de la Gemäldegalerie Alte Meister de Dresde, firmado conjuntamente por Luyckx, a quien se deben las piezas de caza, Nicolaes van Verendael, autor de las flores, y David Teniers II, a quien corresponderían los elementos arquitectónicos y el interior de la cocina. Su estilo, con todo, se aproxima más al del holandés establecido en Amberes Jan Davidsz de Heem, o al de Jan Fyt para las figuras de animales.